# 高橋マイケル
高橋 マイケル（たかはし マイケル、1974年9月5日 - ）は、東京都国分寺市生まれ、アメリカ合衆国出身の元男子プロバスケットボール選手である。父は俳優のウイリー・ドーシー。俳優の副島淳は異母弟。

## 来歴
アフリカ系アメリカ人の父ウイリー・ドーシーと福島県出身の日本人の母の間に生まれる。3歳の頃にアメリカのロサンゼルスへ移住する。
ラ・シュラ高校、カリフォルニア州立大学ノースリッジ校を経て、1995年にいすゞ自動車ギガキャッツに入団。同年のユニバーシアードにも参加し、日本の準優勝に貢献。チームでも新人王を獲得。以後、いすゞ黄金時代の中心選手として活躍。
また、全日本のメンバーにも選ばれ、1998年の世界選手権などに出場。
いすゞ休部後、2002 - 03シーズンは日本協会専属選手として活動。
2003年、新潟アルビレックスに入団。
2004年よりトヨタ自動車アルバルクでプレー。
2008年、オールジャパン決勝で28点を獲得し準優勝に貢献、10年ぶり、3回目のベスト5に選出された。
2014年、アイシンシーホース三河に移籍。
2017年、シーホース三河を退団。現役引退。
2020年6月28日に放送されたフジテレビ『日曜THEリアル!・もう一度、家族になりたい!』 で、ロサンゼルス在住であることが明らかにされた。また、同番組内で俳優の副島淳とDNA鑑定を行ったところ、副島が異母弟であることが判明した。

## 経歴
- ラ・シュラ高校
- カリフォルニア州立大ノースリッジ校
- いすゞ自動車（1995年 - 2002年）
- 日本協会
- 新潟アルビレックス（2003年 - 2004年）
- トヨタ自動車（2004年 - 2013年）
- アイシンシーホース三河（2014年 - 2017年）

## 日本代表歴
- 1995年 - ユニバーシアード
- 1998年 - 世界選手権
- 2002年 - アジア大会

## 受賞歴
- 日本リーグ新人王（1995-1996シーズン）